# Réfugiés de la guerre civile syrienne en Allemagne

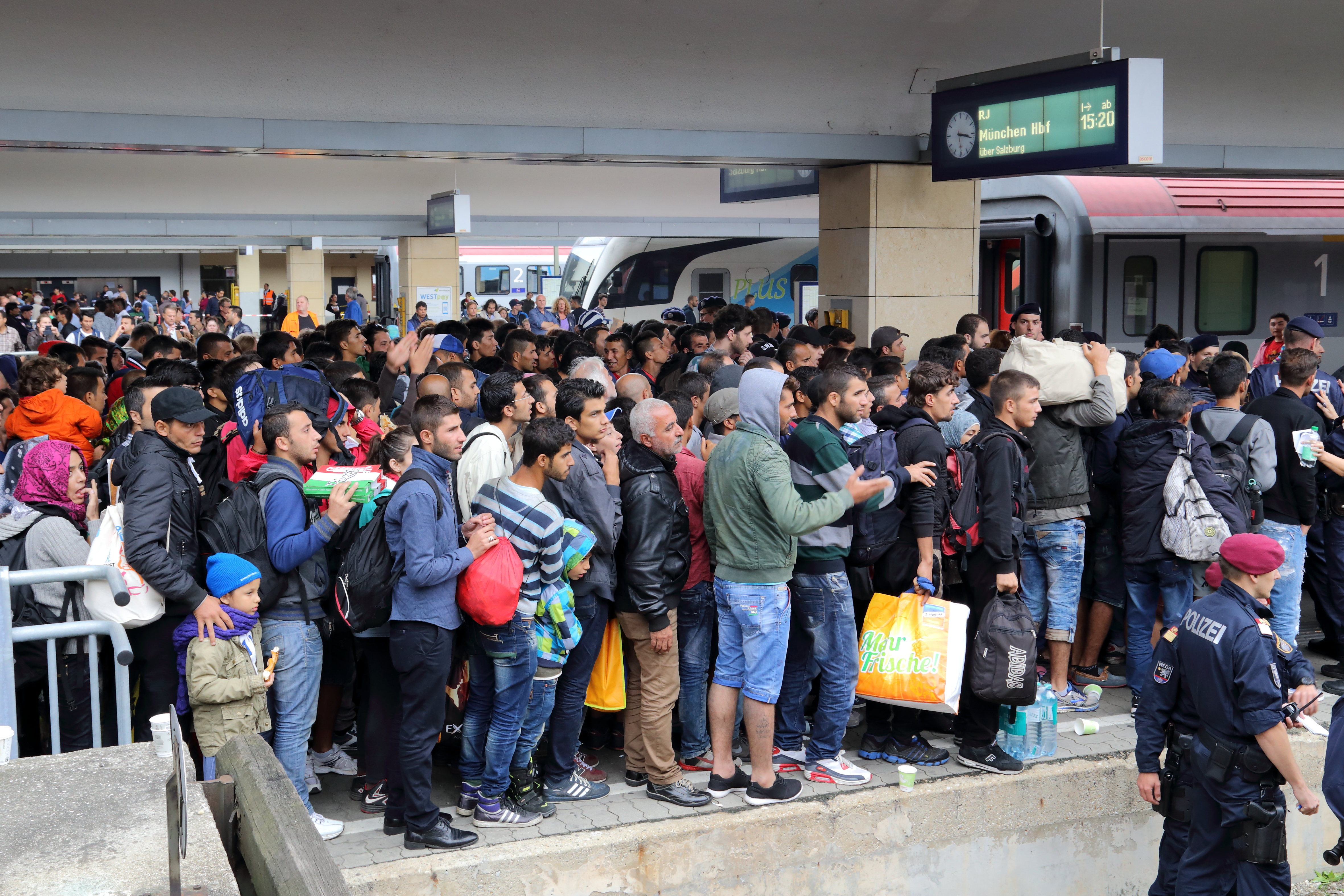
Gare de l'Ouest (Vienne), 5 septembre 2015, des migrants en chemin vers l'Allemagne.

Les réfugiés de la guerre civile syrienne en Allemagne ou réfugiés syriens en Allemagne sont des ressortissants syriens qui ont fui leur pays à la suite de l'escalade de la guerre civile. Pour échapper aux violences, environ quatre millions de syriens ont fui le pays pour se rendre dans un pays voisin (Jordanie, Liban, Turquie, Irak ou Kurdistan irakien), des milliers d'autres fuyant à travers le monde, notamment en migrant en Europe.

## Histoire
La guerre civile syrienne a provoqué l'exode de plusieurs millions de réfugiés de la guerre civile syrienne. L'Allemagne a recueilli 10 000 Syriens, lors d'un premier programme en mai 2013 puis un autre en décembre. 
En Allemagne, les Syriens bénéficient d'un permis de séjour de deux ans et à l'inverse des autres demandeurs d'asile, les réfugiés syriens sont autorisés à travailler. Toutefois, en 2014, l'organisation allemande Pro Asyl qui défend les droits des réfugiés a souhaité que le gouvernement d'Angela Merkel accueille aussi « les quelque 80 000 membres des familles de Syriens vivants en Allemagne ». Pro Asyl a notamment dénoncé la politique de fermeture des frontières, qui selon elle, « pousse les réfugiés syriens sur des bateaux » non sécurisés.
Pour aider d'autres pays de l'Union européenne qui comme l'Allemagne ont été dépassés par l'afflux de plusieurs milliers ou centaines de milliers de réfugiés arrivés au cours de la crise des réfugiés en Europe, le 7 septembre 2015, le président François Hollande indique que la France est prête à accueillir 24 000 réfugiés sur deux ans.
Le 13 septembre 2015, la ville de Munich est complètement débordée par l'afflux de réfugiés. Son maire Dieter Reiter, déclare : « Je ne veux pas parquer les gens. Ce sont des êtres humains. Je l'ai déjà dit à la télévision française. C'est un peu léger de proposer de ramener 1 000 personnes en France. La Grande Nation est plutôt une petite nation ».

## Clé de répartition
L'Allemagne gère ses migrants suivant la logique de sa constitution fédérale : les demandeurs d'asile arrivant en Allemagne sont répartis entre les différents lands suivant une clé de répartition calculée en fonction de la population et des recettes, connue sous le nom de « clé de Königstein », créée en 1949 et présente dans la Constitution depuis 1969. Elle est utilisée pour répartir les réfugiés depuis 2005,.
| Bundesland                         | Quote-part | |
| ---------------------------------- | ---------- | --- |
| Bade-Wurtemberg                    | 12,97496 % | Le graphique qui aurait dû être présenté ici ne peut pas être affiché car il utilise l'ancienne extension Graph, désactivée pour des questions de sécurité. Des indications pour créer un nouveau graphique avec la nouvelle extension Chart sont disponibles ici . |
| Bavière                            | 15,33048 % | Le graphique qui aurait dû être présenté ici ne peut pas être affiché car il utilise l'ancienne extension Graph, désactivée pour des questions de sécurité. Des indications pour créer un nouveau graphique avec la nouvelle extension Chart sont disponibles ici . |
| Berlin                             | 5,04557 %  | Le graphique qui aurait dû être présenté ici ne peut pas être affiché car il utilise l'ancienne extension Graph, désactivée pour des questions de sécurité. Des indications pour créer un nouveau graphique avec la nouvelle extension Chart sont disponibles ici . |
| Brandebourg                        | 3,08092 %  | Le graphique qui aurait dû être présenté ici ne peut pas être affiché car il utilise l'ancienne extension Graph, désactivée pour des questions de sécurité. Des indications pour créer un nouveau graphique avec la nouvelle extension Chart sont disponibles ici . |
| Brême                              | 0,94097 %  | Le graphique qui aurait dû être présenté ici ne peut pas être affiché car il utilise l'ancienne extension Graph, désactivée pour des questions de sécurité. Des indications pour créer un nouveau graphique avec la nouvelle extension Chart sont disponibles ici . |
| Hambourg                           | 2,52738 %  | Le graphique qui aurait dû être présenté ici ne peut pas être affiché car il utilise l'ancienne extension Graph, désactivée pour des questions de sécurité. Des indications pour créer un nouveau graphique avec la nouvelle extension Chart sont disponibles ici . |
| Hesse                              | 7,31557 %  | Le graphique qui aurait dû être présenté ici ne peut pas être affiché car il utilise l'ancienne extension Graph, désactivée pour des questions de sécurité. Des indications pour créer un nouveau graphique avec la nouvelle extension Chart sont disponibles ici . |
| Mecklembourg-Poméranie-Occidentale | 2,04165 %  | Le graphique qui aurait dû être présenté ici ne peut pas être affiché car il utilise l'ancienne extension Graph, désactivée pour des questions de sécurité. Des indications pour créer un nouveau graphique avec la nouvelle extension Chart sont disponibles ici . |
| Basse-Saxe                         | 9,35696 %  | Le graphique qui aurait dû être présenté ici ne peut pas être affiché car il utilise l'ancienne extension Graph, désactivée pour des questions de sécurité. Des indications pour créer un nouveau graphique avec la nouvelle extension Chart sont disponibles ici . |
| Rhénanie-du-Nord-Westphalie        | 21,24052 % | Le graphique qui aurait dû être présenté ici ne peut pas être affiché car il utilise l'ancienne extension Graph, désactivée pour des questions de sécurité. Des indications pour créer un nouveau graphique avec la nouvelle extension Chart sont disponibles ici . |
| Rhénanie-Palatinat                 | 4,83472 %  | Le graphique qui aurait dû être présenté ici ne peut pas être affiché car il utilise l'ancienne extension Graph, désactivée pour des questions de sécurité. Des indications pour créer un nouveau graphique avec la nouvelle extension Chart sont disponibles ici . |
| Sarre                              | 1,21566 %  | Le graphique qui aurait dû être présenté ici ne peut pas être affiché car il utilise l'ancienne extension Graph, désactivée pour des questions de sécurité. Des indications pour créer un nouveau graphique avec la nouvelle extension Chart sont disponibles ici . |
| Saxe                               | 5,10067 %  | Le graphique qui aurait dû être présenté ici ne peut pas être affiché car il utilise l'ancienne extension Graph, désactivée pour des questions de sécurité. Des indications pour créer un nouveau graphique avec la nouvelle extension Chart sont disponibles ici . |
| Saxe-Anhalt                        | 2,85771 %  | Le graphique qui aurait dû être présenté ici ne peut pas être affiché car il utilise l'ancienne extension Graph, désactivée pour des questions de sécurité. Des indications pour créer un nouveau graphique avec la nouvelle extension Chart sont disponibles ici . |
| Schleswig-Holstein                 | 3,38791 %  | Le graphique qui aurait dû être présenté ici ne peut pas être affiché car il utilise l'ancienne extension Graph, désactivée pour des questions de sécurité. Des indications pour créer un nouveau graphique avec la nouvelle extension Chart sont disponibles ici . |
| Thuringe                           | 2,74835 %  | Le graphique qui aurait dû être présenté ici ne peut pas être affiché car il utilise l'ancienne extension Graph, désactivée pour des questions de sécurité. Des indications pour créer un nouveau graphique avec la nouvelle extension Chart sont disponibles ici . |

## Accueil

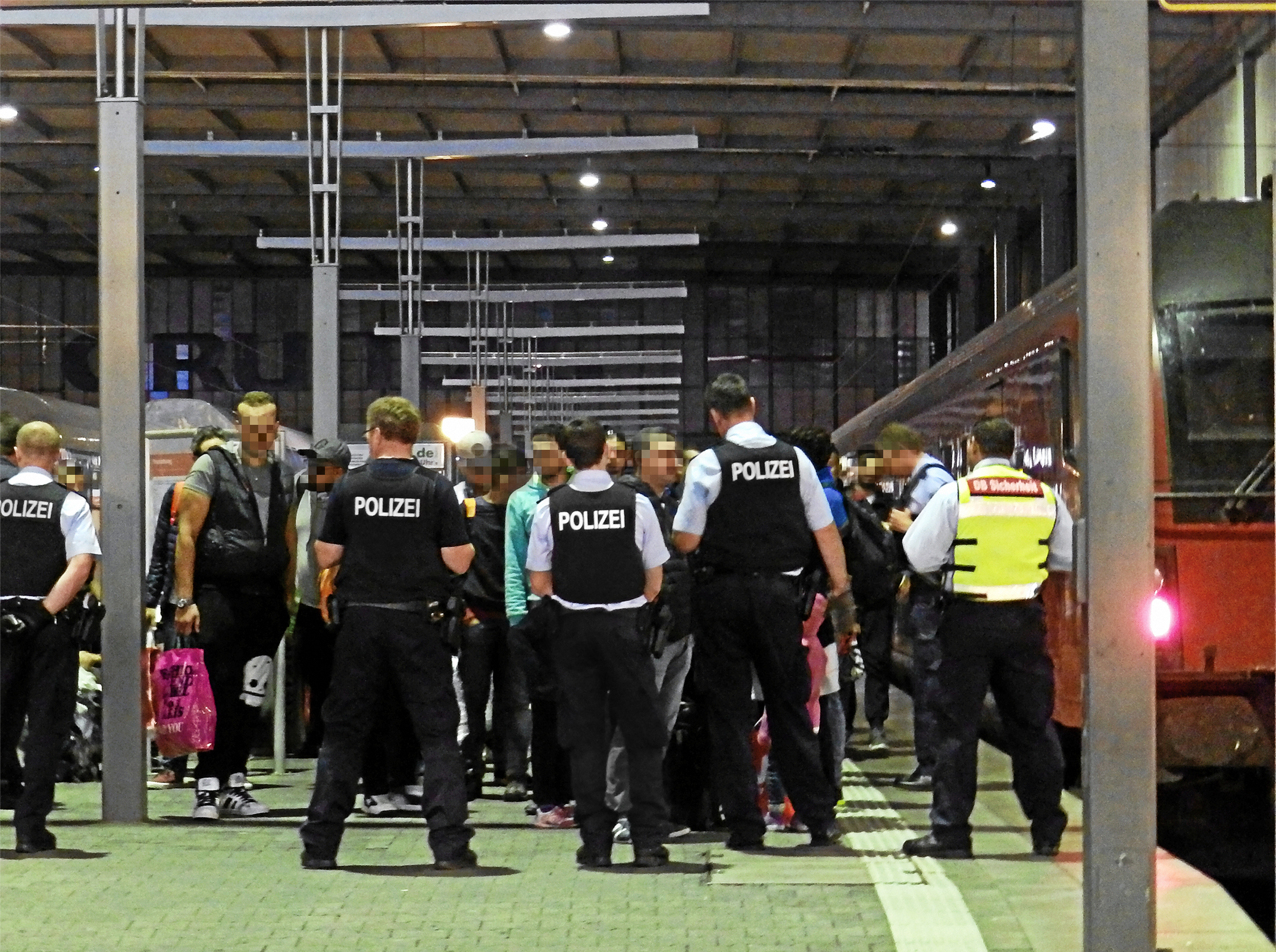
Arrivée en gare de Munich.

À la première ville allemande où il arrive, un réfugié reçoit une première aide dans une « institution de premier accueil » (Erstaufnahmeeinrichtung).
Cet accueil est supposé ne durer qu'une nuit.
À la suite de ce premier accueil, les demandeurs d'asile sont affectés (« clé de Königstein ») au Land qui les accueillera. Des voyages en bus ou en trains sont organisés pour se rendre vers ce land. À l'intérieur de son land d'affectation, le demandeur est réaffecté dans les différentes organisations, des sous-unités administratives appelées districts,.

### Position des régions

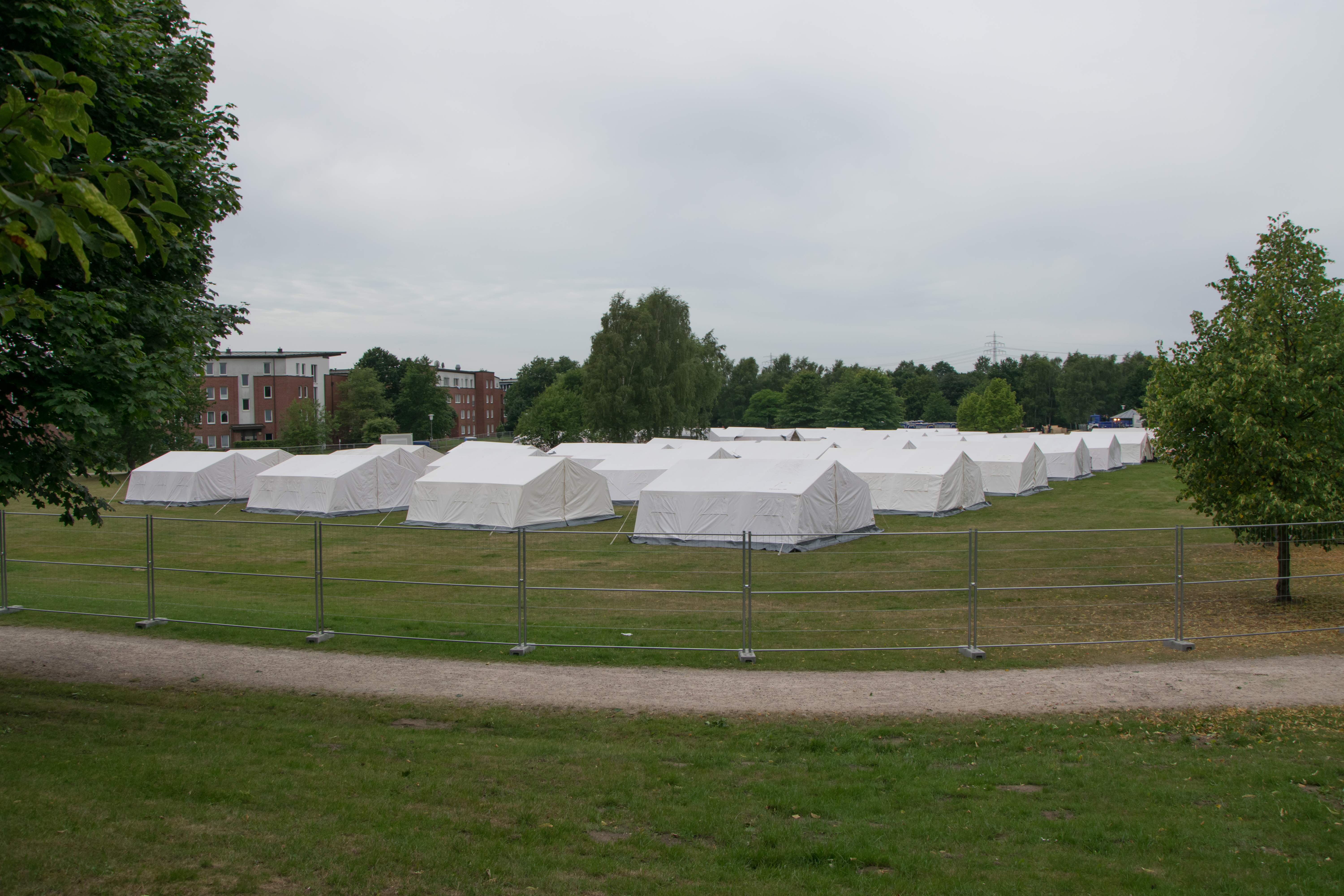
Un camp à Hambourg-Jenfeld.

Munich a été la principale porte d'entrée en Allemagne. Elle a accueilli 63 000 réfugiés en deux semaines. L'ancien camp nazi de Buchenwald a également été utilisé, tout comme celui de Dachau.
Les régions de l'ex-RDA (Brandebourg, Mecklembourg, Saxe-Anhalt, Saxe et Thuringe), ont connu des incidents (incendies, menaces, agressions) à l'égard des demandeurs d'asile, alors qu'elles n'accueillent que 16 % des réfugiés.

### Incidents
En Saxe se sont déroulés plusieurs manifestations violentes afin d'empêcher l'accueil de demandeurs d'asile, comme l'émeute de Clausnitz en février 2016, puis l’incendie de Bautzen.

## Accès au marché du travail
Le patronat s'est déclaré favorable à l’intégration des réfugiés au marché du travail.
Pour Carola Burkert du centre de recherche IAB, « Alors que 50 % des migrants classiques ont un travail au bout de 2 années passées en Allemagne, il faut attendre 5 ans pour les réfugiés ».

## Politique intérieure nationale
Le ministre fédéral de l'Intérieur, Thomas de Maizière, souhaite plafonner le nombre de demandeurs d'asile.